# مندجه (روستا)
مندجه به عربی ( الَمَندَجة )، روستایی است در وادی صنعا، از شمال غربی شهر صنعاء از توابع استان استان صَنعاء در کشور یمن در شبه جزیره عربستان.

## جمعیت
جمعیت آن (۱۰۱) نفر (۵ خانوار) می‌باشد.